# Äetsä
Äetsä este o fostă comună din Finlanda.